# Referéndum de los Acuerdos de Matignon de 1988
Un referéndum sobre los Acuerdos de Matignon de Nueva Caledonia tuvo lugar en Francia el 6 de noviembre de 1988. Los acuerdos fueron aprobados por el 80% de los electores, aunque la participación fue solo del 36,9%. En Nueva Caledonia fue aprobado por el 57% de los electores con una participación de 63,37%.

## Resultados
| Elección                                                          | Francia metropolitana | Francia metropolitana | Nueva Caledonia | Nueva Caledonia | Total      | Total |
| Elección                                                          | Votos                 | %                     | Votos           | %               | Votos      | %     |
| ----------------------------------------------------------------- | --------------------- | --------------------- | --------------- | --------------- | ---------- | ----- |
| A favor                                                           | 9 714 689             | 80,0                  | 29 286          | 57,0            | 9 896 498  | 80,0  |
| En contra                                                         | 2 428 089             | 20,0                  | 22 066          | 43,0            | 2 474 548  | 20,0  |
| Votos en blanco/nulos                                             | 1 638 803             | –                     | 4 584           | –               | 1 657 659  | –     |
| Total                                                             | 13 781 581            | 100                   | 55 936          | 100             | 14 028 705 | 100   |
| Electores registrados/participación                               | 36 897 052            | 37,4                  | 88 262          | 63,37           | 38 025 823 | 36,9  |
| Fuente: Nohlen & Stöver, Constitutional Council, Direct Democracy |                       |                       |                 |                 |            |       |